# 1254
Il 1254 (MCCLIV in numeri romani) è un anno  del XIII secolo.

## Eventi
- 1º febbraio - Pistoia e Firenze firmano la "pace di Empoli".
- 20 maggio - Corrado IV di Svevia promulga il Privilegium concessum de constructione Aquilae, dando avvio alla fondazione della città dell'Aquila.
- 12 dicembre - Viene eletto al soglio papale Papa Alessandro IV.
- Diventa imperatore di Bisanzio Teodoro II Lascaris.
- La Bosnia diventa possedimento ungherese.

## Nati
- 13 maggio - Maria di Brabante, regina († 1321)
- 24 giugno - Fiorenzo V d'Olanda, sovrano olandese († 1296)
- 15 settembre - Marco Polo, viaggiatore, scrittore e ambasciatore italiano († 1324)
- Bonacossa Borri, sovrana italiana († 1321)
- Carlo II di Napoli, sovrano († 1309)
- Beatrice di Falkenburg, sovrana tedesca († 1277)
- Osman I, ottomana († 1326)
- Zhao Mengfu, pittore cinese († 1322)
- Beatrice di Castiglia, nobile spagnola († 1280)
- Margherita di Francia, nobile francese († 1271)

## Morti
- 11 marzo - Balbina da Assisi, religiosa italiana
- 28 marzo - Guglielmo di Ferrers, V conte di Derby, nobile inglese (n. 1193)
- 13 maggio - Silvester de Everdon, vescovo cattolico inglese
- 21 maggio - Corrado IV di Svevia, sovrano tedesco (n. 1228)
- 3 giugno - Andrea Caccioli, presbitero italiano (n. 1194)
- 8 giugno - Roberto di Nantes, patriarca cattolico francese
- 12 ottobre - Rodobaldo II di Pavia, vescovo cattolico e santo italiano
- 3 novembre - Giovanni III Vatatze, imperatore bizantino (n. 1192)
- 5 novembre - Gil Torres, cardinale spagnolo
- 7 dicembre - Papa Innocenzo IV, papa, cardinale e vescovo cattolico italiano
- 8 dicembre - Stefano de Normandis dei Conti, cardinale italiano
- Guglielmo Aldobrandeschi, nobile italiano
- Ansaldo De Mari, ammiraglio italiano
- Amata d'Assisi, religiosa italiana
- Iolanda di Châtillon-Nevers (n. 1222)
- Corrado Malaspina, politico e militare italiano
- Giovanni Moro, politico arabo
- Rodolfo di Ems, poeta tedesco
- Iacopo di Breganze, vescovo cattolico italiano

## Calendario
| Calendario 1254 | Calendario 1254 | Calendario 1254 | Calendario 1254 | Calendario 1254 | Calendario 1254 | Calendario 1254 | Calendario 1254 | Calendario 1254 | Calendario 1254 | Calendario 1254 | Calendario 1254 | Calendario 1254 | Calendario 1254 | Calendario 1254 | Calendario 1254 | Calendario 1254 | Calendario 1254 | Calendario 1254 | Calendario 1254 | Calendario 1254 | Calendario 1254 | Calendario 1254 | Calendario 1254 | Calendario 1254 | Calendario 1254 | Calendario 1254 | Calendario 1254 | Calendario 1254 | Calendario 1254 | Calendario 1254 | Calendario 1254 | Calendario 1254 |
| --------------- | --------------- | --------------- | --------------- | --------------- | --------------- | --------------- | --------------- | --------------- | --------------- | --------------- | --------------- | --------------- | --------------- | --------------- | --------------- | --------------- | --------------- | --------------- | --------------- | --------------- | --------------- | --------------- | --------------- | --------------- | --------------- | --------------- | --------------- | --------------- | --------------- | --------------- | --------------- | --------------- |
|                 | 1               | 2               | 3               | 4               | 5               | 6               | 7               | 8               | 9               | 10              | 11              | 12              | 13              | 14              | 15              | 16              | 17              | 18              | 19              | 20              | 21              | 22              | 23              | 24              | 25              | 26              | 27              | 28              | 29              | 30              | 31              |                 |
| Gennaio         | Gi              | Ve              | Sa              | Do              | Lu              | Ma              | Me              | Gi              | Ve              | Sa              | Do              | Lu              | Ma              | Me              | Gi              | Ve              | Sa              | Do              | Lu              | Ma              | Me              | Gi              | Ve              | Sa              | Do              | Lu              | Ma              | Me              | Gi              | Ve              | Sa              |                 |
| Febbraio        | Do              | Lu              | Ma              | Me              | Gi              | Ve              | Sa              | Do              | Lu              | Ma              | Me              | Gi              | Ve              | Sa              | Do              | Lu              | Ma              | Me              | Gi              | Ve              | Sa              | Do              | Lu              | Ma              | Me              | Gi              | Ve              | Sa              |                 |                 |                 |                 |
| Marzo           | Do              | Lu              | Ma              | Me              | Gi              | Ve              | Sa              | Do              | Lu              | Ma              | Me              | Gi              | Ve              | Sa              | Do              | Lu              | Ma              | Me              | Gi              | Ve              | Sa              | Do              | Lu              | Ma              | Me              | Gi              | Ve              | Sa              | Do              | Lu              | Ma              |                 |
| Aprile          | Me              | Gi              | Ve              | Sa              | Do              | Lu              | Ma              | Me              | Gi              | Ve              | Sa              | Do              | Lu              | Ma              | Me              | Gi              | Ve              | Sa              | Do              | Lu              | Ma              | Me              | Gi              | Ve              | Sa              | Do              | Lu              | Ma              | Me              | Gi              |                 |                 |
| Maggio          | Ve              | Sa              | Do              | Lu              | Ma              | Me              | Gi              | Ve              | Sa              | Do              | Lu              | Ma              | Me              | Gi              | Ve              | Sa              | Do              | Lu              | Ma              | Me              | Gi              | Ve              | Sa              | Do              | Lu              | Ma              | Me              | Gi              | Ve              | Sa              | Do              |                 |
| Giugno          | Lu              | Ma              | Me              | Gi              | Ve              | Sa              | Do              | Lu              | Ma              | Me              | Gi              | Ve              | Sa              | Do              | Lu              | Ma              | Me              | Gi              | Ve              | Sa              | Do              | Lu              | Ma              | Me              | Gi              | Ve              | Sa              | Do              | Lu              | Ma              |                 |                 |
| Luglio          | Me              | Gi              | Ve              | Sa              | Do              | Lu              | Ma              | Me              | Gi              | Ve              | Sa              | Do              | Lu              | Ma              | Me              | Gi              | Ve              | Sa              | Do              | Lu              | Ma              | Me              | Gi              | Ve              | Sa              | Do              | Lu              | Ma              | Me              | Gi              | Ve              |                 |
| Agosto          | Sa              | Do              | Lu              | Ma              | Me              | Gi              | Ve              | Sa              | Do              | Lu              | Ma              | Me              | Gi              | Ve              | Sa              | Do              | Lu              | Ma              | Me              | Gi              | Ve              | Sa              | Do              | Lu              | Ma              | Me              | Gi              | Ve              | Sa              | Do              | Lu              |                 |
| Settembre       | Ma              | Me              | Gi              | Ve              | Sa              | Do              | Lu              | Ma              | Me              | Gi              | Ve              | Sa              | Do              | Lu              | Ma              | Me              | Gi              | Ve              | Sa              | Do              | Lu              | Ma              | Me              | Gi              | Ve              | Sa              | Do              | Lu              | Ma              | Me              |                 |                 |
| Ottobre         | Gi              | Ve              | Sa              | Do              | Lu              | Ma              | Me              | Gi              | Ve              | Sa              | Do              | Lu              | Ma              | Me              | Gi              | Ve              | Sa              | Do              | Lu              | Ma              | Me              | Gi              | Ve              | Sa              | Do              | Lu              | Ma              | Me              | Gi              | Ve              | Sa              |                 |
| Novembre        | Do              | Lu              | Ma              | Me              | Gi              | Ve              | Sa              | Do              | Lu              | Ma              | Me              | Gi              | Ve              | Sa              | Do              | Lu              | Ma              | Me              | Gi              | Ve              | Sa              | Do              | Lu              | Ma              | Me              | Gi              | Ve              | Sa              | Do              | Lu              |                 |                 |
| Dicembre        | Ma              | Me              | Gi              | Ve              | Sa              | Do              | Lu              | Ma              | Me              | Gi              | Ve              | Sa              | Do              | Lu              | Ma              | Me              | Gi              | Ve              | Sa              | Do              | Lu              | Ma              | Me              | Gi              | Ve              | Sa              | Do              | Lu              | Ma              | Me              | Gi              |                 |